# Ray Kurzweil
Raymond "Ray" Kurzweil (født 12 februar 1948 i Queens, New York) er en amerikansk opfinder og futurolog. I december 2012 blev han udnævnt til udviklingschef hos Google, og er medgrundlægger af Singularity University. Hans mest kendte bog er The Singularity Is Near.
Han har gjort opfindelser og har startet virksomheder indenfor områder som synthesizere, talesyntese, maskinlæsning og talegenkendelse.
Han har også været aktiv som forfatter og foredragsholder. Hans tema er fremtiden, og den vigtigste tese er at informationsteknologiens udviklingen følger hvad han kalder "The Law of Accelerating Returns", som indebærer, at informationsteknologiens udvikling er eksponentiel og lige er nu i forstadiet til en eksplosionsagtig forandringstakt. Ifølge Kurzweil vil dette føre til en teknologisk singularitet, hvilket vil sige et teoretisk tidspunkt i fremtiden der er kendetegnet ved teknologiske fremskridt uden fortilfælde.
Konsekvenserne af dette er, blandt andet, at computere vil kunne blive intelligente og bevidste, og at mennesker vil blive i stand til at blive udødelige gennem nanoteknologi. Lignende ideer er almindelige inden for transhumanisme, men Kurzweil bruger ikke det begrebet, da han ikke tror at singulariteten vil betyde en overgang til posthumanisme. Han hævder, at en maskine vil blive i stand til at bestå turing-testen i 2029 og at singulariteten opstår i 2045.
Kurzweils fremtidsvisioner er blevet kritiseret, blandt andet af Bill Joy som værende alt for optimistiske.

## External links
- Officiel hjemmeside
- Optrådte på C-SPAN
- Raymond Kurzweil på Internet Movie Database (engelsk)
- "Ray Kurzweil". Interview. Oral History. NAMM. 20. januar 2007.